# Вруда
Вруда (рус. Вруда; фин. Ruutainjoki) река је на северозападу европског дела Руске Федерације која целом дужином свог тока протиче преко југозападних делова Лењинградске области, односно преко теритроије њеног Волосовског рејона. Десна је притока реке Луге и део басена Финског залива Балтичког мора.
Укупна дужина водотока је око 60 km, док је површина сливног подручја 526 km². Просечна ширина реке је око 14 метара. Извире код села Бољшаја Вруда у централном делу Волосовског рејона, тече углавном у смеру југозапада и улива се у Лугу на њеном 105. километру узводно од ушћа у Фински залив.
Њене најважније притоке су Сумка, Ухора и Ухта, а на њеним обалама лежи неколико мањих села.